# Marina Moran
Marina Moran, pseudonimo di Silvia Maria de Lourdes (Aracaju, 20 settembre 1941), è una cantante brasiliana.

## Biografia
Debutta giovanissima nel 1958 in Brasile, diventando molto popolare con la canzone Lady Bossa Nova, che diventa anche il suo soprannome.
In seguito a questo successo si esibisce in Europa ed in Italia, partecipando a varie trasmissioni televisive come La fiera dei sogni, condotta da Mike Bongiorno, e Follie d'estate.
Nel 1963 incide l'album Lady Bossa Nova in Italy, accompagnata dall'orchestra di Gianni Ferrio, con alcune note canzoni brasiliane come Desafinado ed il suo successo, Lady Bossa Nova.
Passata alla Fonit Cetra, viene chiamata in extremis a partecipare al Festival di Sanremo 1964, in sostituzione di Lou Monte. Presenta in abbinamento con Aurelio Fierro il brano Sole pizza e amore, che non viene ammesso alla finale; la canzone è scritta da Tata Giacobetti e Antonio Virgilio Savona del Quartetto Cetra, che in seguito reincideranno con successo il brano.
Tra i brani più noti interpretati dalla Moran si ricordano La ragazza color caffè, Che tipo sei ed Eden rock.

## Discografia

### 33 giri
- Luglio 1963: Lady Bossa Nova in Italy (CAM, CMS 30 060)

### 45 giri
- 1963: Un desiderio per l'estate/Non mi dire "Adeus" (CAM, CA 2499)
- 1963: Poche parole/Samba Do Bom (CAM, CA 2501)
- 1963: Eden Rock/La ragazza color caffè (Fonit Cetra, SP 1199)
- 1964: Sole, pizza e amore/Che tipo sei (Fonit Cetra, SP 1221)